# Eohupehsuchus brevicollis
L'eohupehsuco (Eohupehsuchus brevicollis) è un rettile acquatico estinto, appartenente agli hupehsuchi. Visse nel Triassico inferiore (circa 248 milioni di anni fa) e i suoi resti fossili sono stati ritrovati in Cina.

## Descrizione
Con una lunghezza stimata di poco più di 40 centimetri, Eohupehsuchus è il più piccolo fra gli hupehsuchi noti finora. Al contrario di tutti gli altri hupehsuchi, questo animale era dotato di un collo insolitamente breve dotato di sole sei vertebre cervicali. Il cranio allungato terminava in una sorta di becco, con la premascella che sopravanzava di molto la mandibola. Le zampe erano trasformate in strutture simili a pagaie, molto simili a quelle di altri hupehsuchi come Nanchangosaurus. L'interclavicola era dotata di un lungo processo nella regione craniale.
Anche Eohupehsuchus, come altri rappresentanti del gruppo, era dotato di una corazza ossea composta da tre livelli di elementi; questi erano piuttosto sottili, e il terzo livello era costituito da elementi molto corti (all'incirca un elemento per vertebra).

## Classificazione

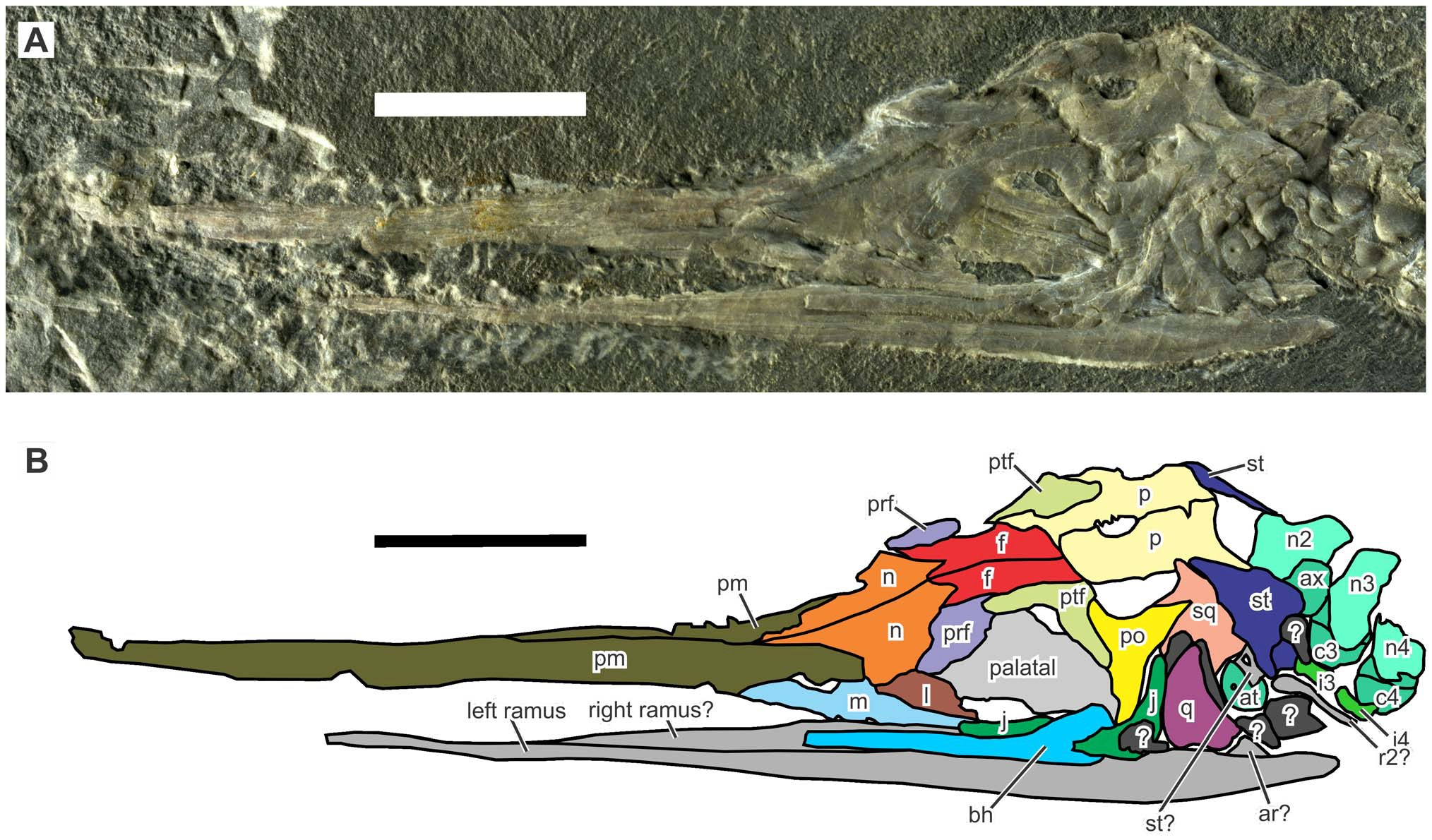
Cranio di Eohupehsuchus brevicollis

Eohupehsuchus è noto per un esemplare quasi completo, ritrovato nella formazione Jialingjiang, nella provincia di Hubei in Cina (contea di Yuan'an). Questo animale è un rappresentante basale del gruppo degli hupehsuchi, bizzarri rettili acquatici esclusivi del Triassico inferiore cinese. Sembra che Eohupehsuchus fosse più derivato di Nanchangosaurus ma non derivato come Hupehsuchus, Parahupehsuchus ed Eretmorhipis.

## Paleoecologia
La zampa anteriore sinistra dell'olotipo di Eohupehsuchus è incompleta, ed è probabile che lo fosse anche al momento della fossilizzazione. Ciò ha portato gli studiosi a ritenere che la zampa sia stata strappata da qualche altro predatore (non si sa se mentre l'esemplare era ancora in vita o meno), forse un grosso esemplare di Hanosaurus, un altro rettile acquatico ritrovato nella stessa formazione (Chen et al., 2014).